# قره‌قلی
قره‌قلی، روستایی است در ۲۱ کیلومتری سبزوار از توابع بخش مرکزی شهرستان سبزوار استان خراسان رضوی ایران.

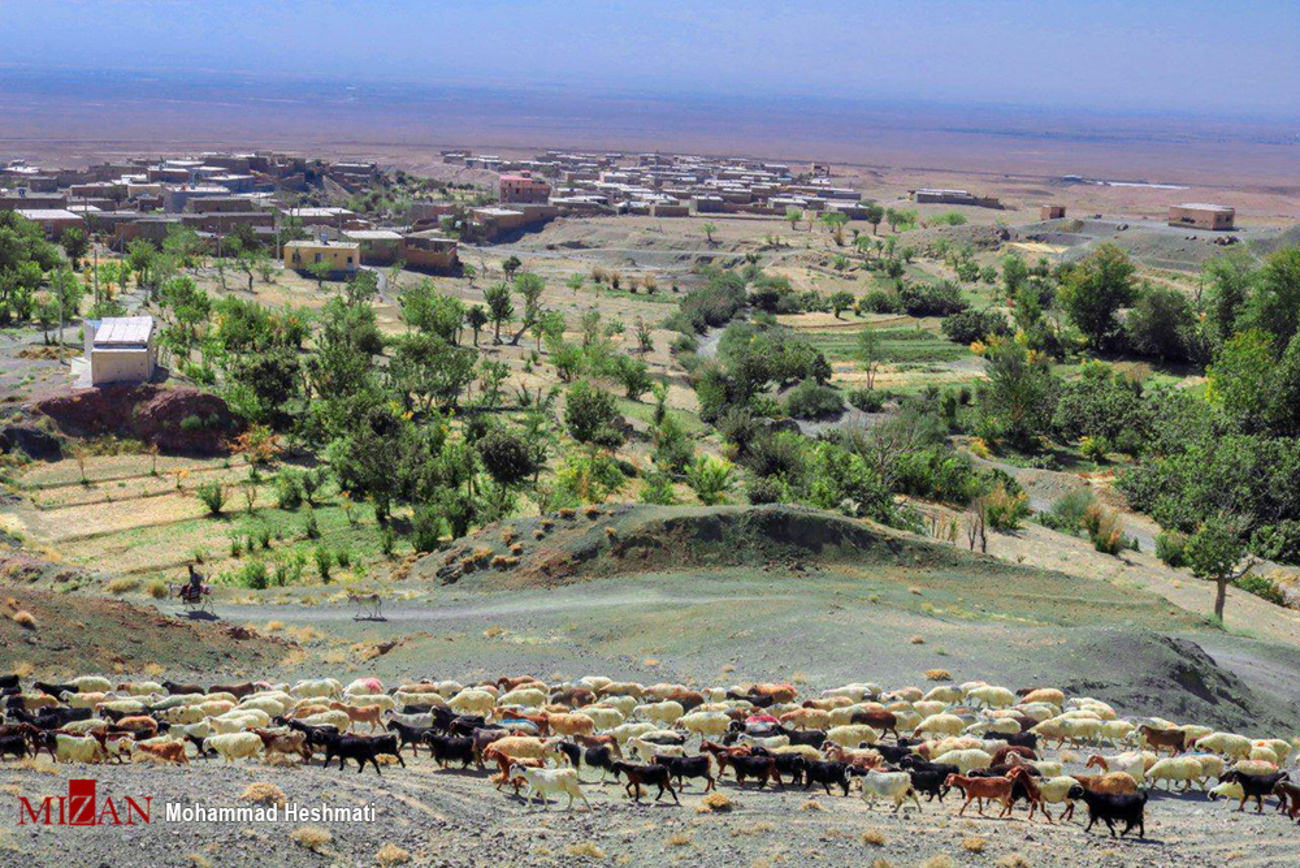
طبیعت روستای قره‌قلی

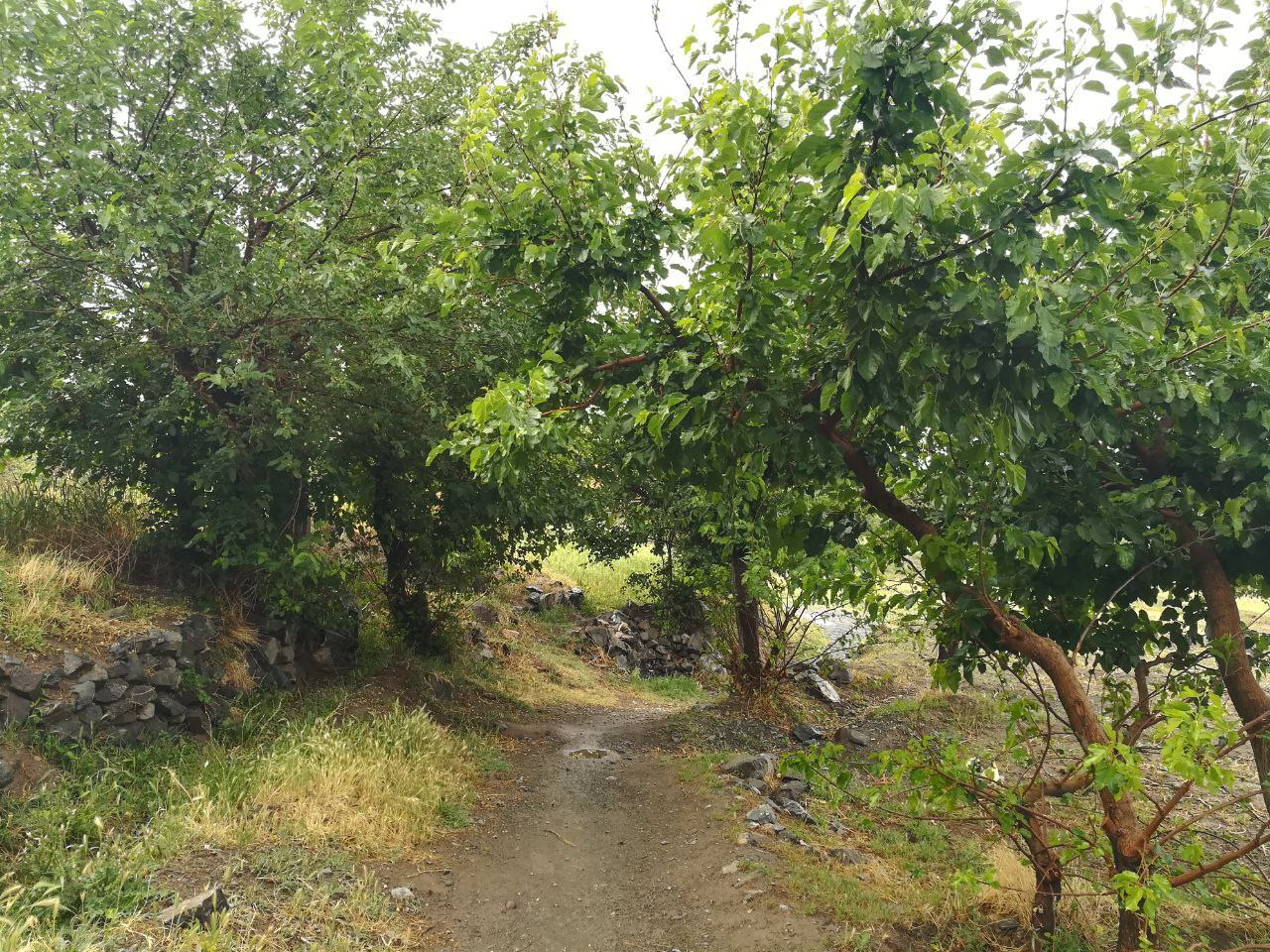
دشت زیبای روستا

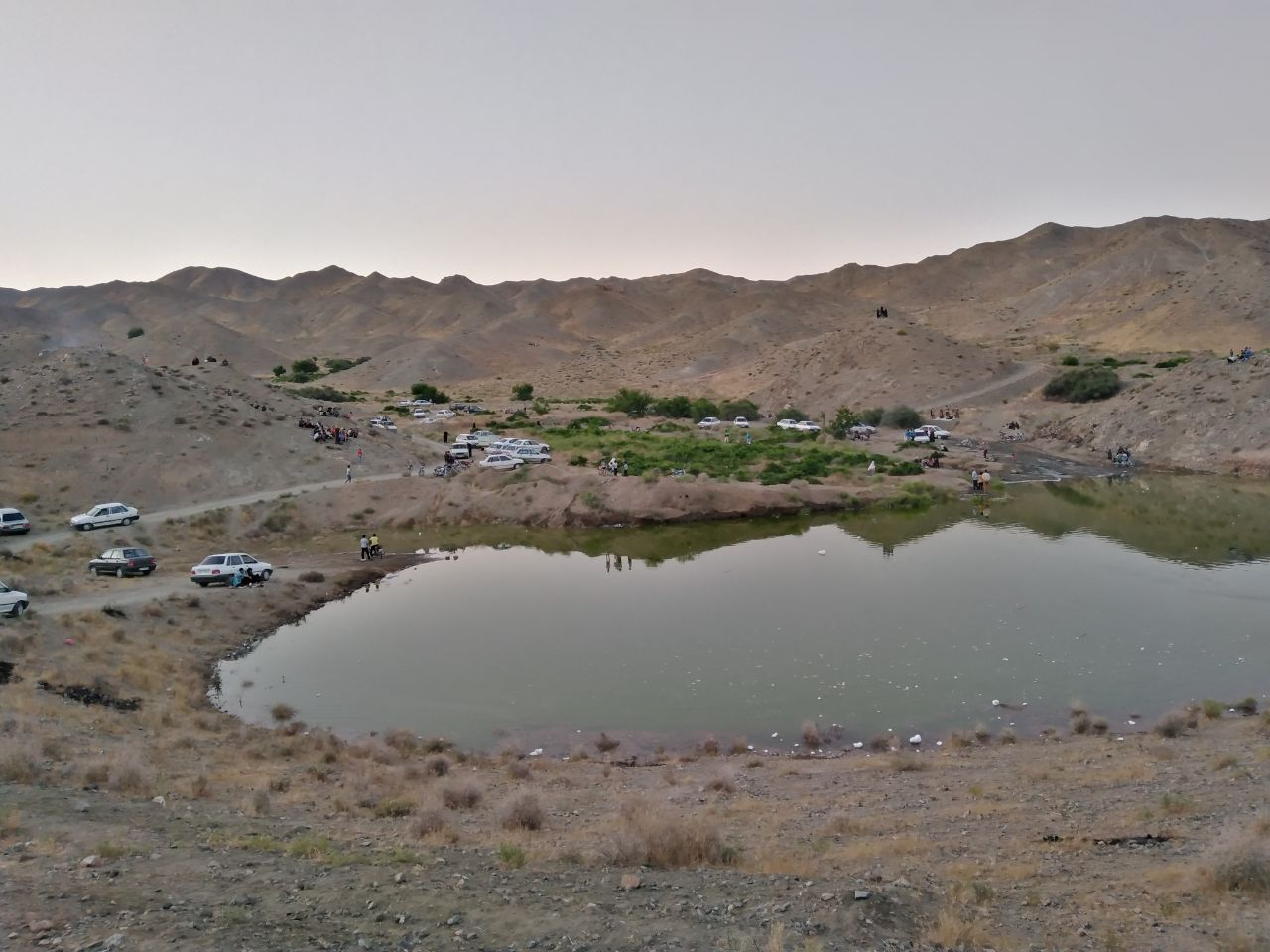
سد قره‌قلی

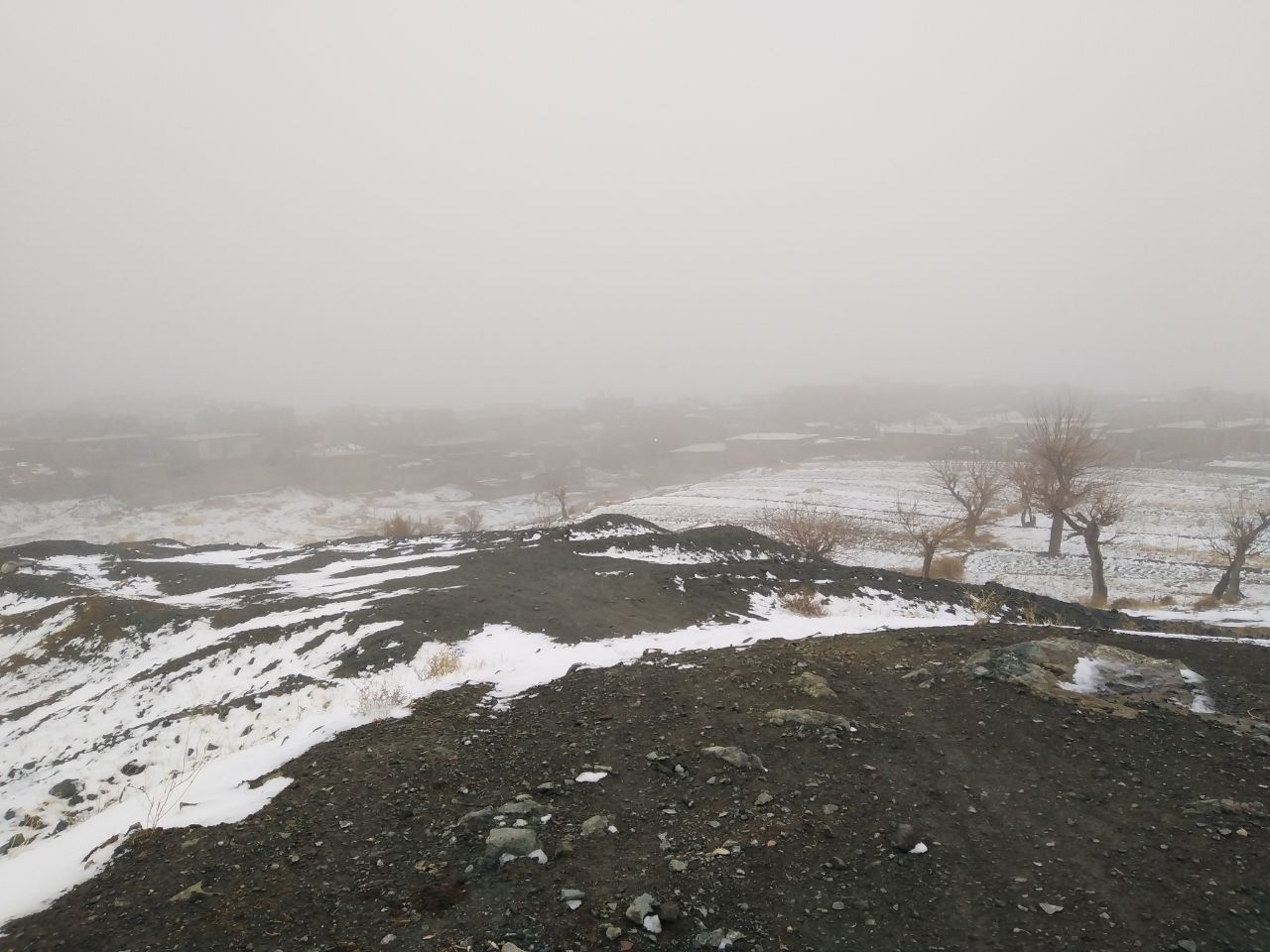
زمستان

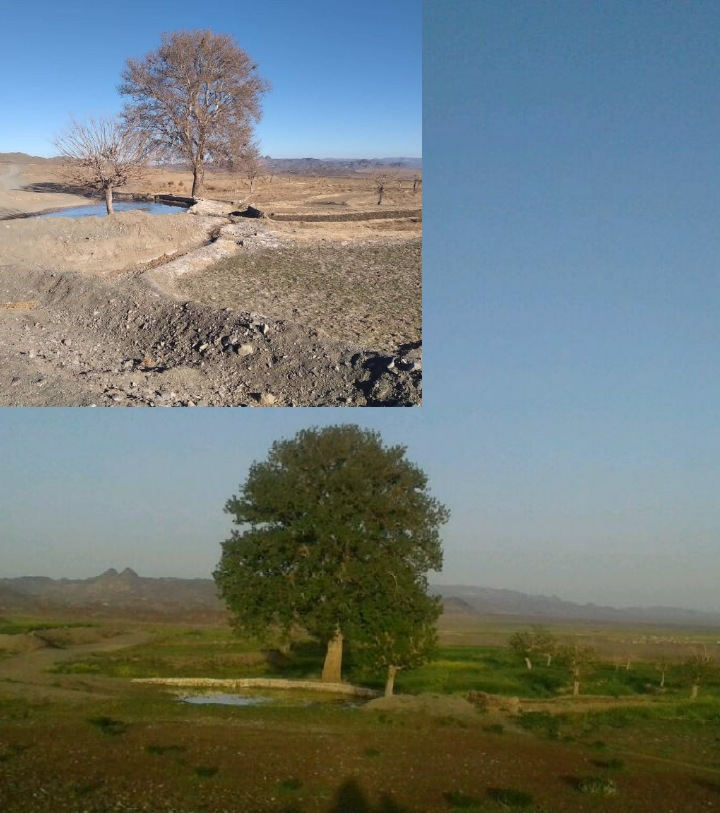
گوشه ای از تغییرات اقلیمی

## آندیس آنومالی قره‌قلی
اندیس آنومالی قره قلی یک اندیس فلزی است که در حوالی شهر سبزوار استان خراسان قرار دارد و مادهٔ معدنی موجود در آن، طلا است. سنگ میزبان این اندیس تراکیت، ریولیت، آندزیت، گابروی پگماتیتی، دیاباز و دونیت است و دیرینگی آن به دوران ائوسن می‌رسد. در این اندیس، پاراژنزهای طلا و نقره یافت می‌شوند.

## موقعیت جغرافیایی
این روستا در فاصله ۲۱ کیلومتری شهرستان سبزوار در همسایگی دو روستای باغجر و عوض می‌باشد. مسیرهای ارتباطی این روستا جاده ترانزیت سبزوار _قوچان (جاده قدیم مشهد) با فاصله ۵ کیلومتر از جاده (آسفالته) و جاده جدید سبزوار_مشهد با فاصله ۱۵ کیلومتر (خاکی) می‌باشد.
این روستا از نوع روستاهای کوهپایه ای می‌باشد که شمال آن را کوه‌های ممتد زاگرس و جنوب آن را دشتی وسیع پوشانیده. امتداد کوه‌ها شرقی غربی می‌باشد.

## آب و هوا، پوشش گیاهی و جانوری

### آب و هوا
آب و هوای این روستا با توجه به دشت وسیعی که در جنوب آن قرار دارد گرم و خشک است و کوه‌های شمالی آن به دلیل ارتفاع نچندان زیاد(۱۴۰۰ متر که ارتفاع آن از دشت تنها ۲۰۰ متر بیشتر است) تأثیری در آب هوای آن نداشته.

### پوشش گیاهی
وضعیت پوشش گیاهی در این روستا نیمه بیابانی تلقی می‌شد که عمدتاً بوتهٔ اسپند و گون در آن رشد می‌کنند که موقعیت مناسبی برای برداشت محصول این دو گیاه یعنی دانه اسپند و کتیرا هست. متاسفانه در سال‌های اخیر تعدادی از افراد با برداشت بی‌رویه کتیرا این نوع گیاه را در این منطقه دچار کاهش نموده‌اند.

### پوشش جانوری
حیوانات قابل مشاهده در این روستا اکثراً، روباه شنی، شغال، کفتار، عقاب بیابانی، شاهین، خرگوش صحرایی، بزمجه، کبک، تیهو، انواع مار و… می‌باشند.
حیواناتی نظیر گرگ، آهو، قوچ نیز به ندرت در ارتفاعات مشاهده شده‌اند.

## جمعیت
این روستا در دهستان رباط قرار داشته و بر اساس سرشماری سال ۱۳۸۵ جمعیت آن ۷۹۸ نفر (۲۰۲ خانوار)
بوده‌است.

## امکانات زندگی
این روستا در سال ۱۳۶۶ به کمک جهاد سازندگی برق کشی شد. در سال ۱۳۷۵به کمک اداره آب و فاضلاب شهرستان سبزوار لوله‌کشی شد که توسط یک چاه موتور و دو غنات آب آن تأمین می‌شود. در سال ۱۳۹۶ به کمک شرکت ملی گاز ایران لوله گذاری و گاز کشی شد. این روستا هم‌اکنون تلفن کشی است ودارای پیش‌شماره ۰۵۱۴۴۱۸ می‌باشد.

## اشتغال
در این چند سال اخیر وضعیت اشغال ساکنین روستا دستخوش تغییراتی عظیم متأثر از تورم بازار بوده‌است.
کشاورزی و دامداری
میزان فعالیت کشاورزی و دامداری کاهش چشمگیری داشته که کاهش میزان بارندگی و خشکسالی‌های پی در پی بی تأثیر نبوده‌است. جمعیت فعلی کشاورزان و دامداران روستا اکنون کمتر از ۱۰٪ می‌باشد.
کارگاه‌های منبت کاری
با توجه به رونق بازار دستگاه‌های CNC میزان کار برای منبت کاران به وضوح کاهش یافته که منجر به تعطیل شدن اکثر کارگاه‌ها و بیکار شدن جوانان شده‌است. تعداد کارگاه‌های منبت این روستا اکنون به تعداد محدود دو الی سه رسیده که جمعیت شاغل آن نیز به ده نفر نمی‌رسند.
خودرو
با توجه به تعطیل شدن کارگاه‌ها و کاهش فعالیت دامداری و کشاورزی اکثر افراد روستا وارد مشاغل مرتبط با خودرو مانند تعمیرکاری، صافکاری، نقاشی و… شده‌اند که قریب به ۵۰ درصد افراد شاغل در این حیطه مشغول به کار شده‌اند.

## شهید تنها
این روستا دارای ۱ شهید می‌باشد که خیابانی از روستا نیز به یاد ایشان نام گذاری شده‌است. 

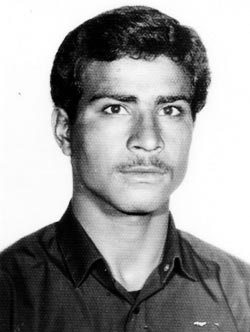
شهید شکرالله قره‌قلی

شهید شکرالله قره قلی فرزند حجت‌اله در سال ۱۳۴۶ در روستای قره قلی سبزوار به دنیا آمد و تحصیلات ابتدایی را با موفقیت در زادگاهش گذراند و پس از آن به خاطر کمک به درآمد خانواده تحصیل نمود و به کارهای کشاورزی و دامپروری مشغول شد و بعد از مدتی برای پیدا کردن شغل راهی سبزوار شد و به کارگری و بنایی روی آورد و جوان متین و متواضع بود به والدین خود احترام می‌گذاشت و اقوام و دوستان با خوشرویی و برخورد می‌کرد در سلام کردن بر همه سبقت می‌گرفت و به صله رحم اهمیت می‌داد زحمت‌کش و پرتلاش بود در برابر مشکلات صبر و مقاومت داشت از غیبت کردن و دروغ گفتن پرهیز می‌کرد و در همه کارها به خداوند توکل می‌کرد. در انجام واجبات و فرایض دینی خصوصاً نماز و روز دقیق بود نماز جماعت را ترک نمی‌کرد بسیار به مسجد می‌رفت و در جلسات قرائت قرآن و دعا حاضر می‌شد در ماه‌های محرم در مجالس عزاداری و سوگواری اهل بیت علیه السلام شرکت می‌کرد. همزمان با ایام پیروزی انقلاب اسلامی در تظاهرات و راهپیمایی‌های مردم شرکت می‌کرد ی به ثمر رسیدن انقلاب تلاش می‌نموده بعد از پیروزی انقلاب اسلامی در تمامی صحنه‌ها حضور داشت عضو فعال پایگاه بسیج بود در تشییع جنازه شهدا حضور می‌یافت و حضرت امام علیه السلام عشق می‌ورزید و از دستورات ایشان اطاعت می‌کرد و آرزو داشت که از نزدیک ایشان را ملاقات کند.